# Campeonato Asiático de Judo de 1970
El II Campeonato Asiático de Judo se celebró en Kaohsiung (Taiwán) en 1970 bajo la organización de la Unión Asiática de Judo.
En total se disputaron seis pruebas diferentes, todas ellas en la categoría masculina.

## Resultados

### Masculino
| Evento            | Oro                        | Plata                         | Bronce                                                |
| ----------------- | -------------------------- | ----------------------------- | ----------------------------------------------------- |
| –63 kg            | Takao Kawaguchi Japón      | Yoon Gong-Hwa Corea del Sur   | Chi China Hardjasa Indonesia                          |
| –70 kg            | Toyokazu Nomura Japón      | Kim Dae-Geun Corea del Sur    | Geronimo Dyogi Filipinas Huang China                  |
| –80 kg            | Choi Kyu-Bon Corea del Sur | Seichi Goto Japón             | García Filipinas Huang China                          |
| –93 kg            | Tsukio Kawahara Japón      | Hsu China Taipéi              | Chyung Lee-Su Corea del Sur Fernando García Filipinas |
| +93 kg            | Kazuhiro Ninomiya Japón    | Chyung Sam-Hyun Corea del Sur | Kan Singapur Zheng China                              |
| Categoría abierta | Motoki Nishimura Japón     | Tsukio Kawahara Japón         | Chyung Sam-Hyun Corea del Sur Hsu China Taipéi        |

## Medallero
| Núm. | País          | Oro | Plata | Bronce | Total |
| ---- | ------------- | --- | ----- | ------ | ----- |
| 1    | Japón         | 5   | 2     | 0      | 7     |
| 2    | Corea del Sur | 1   | 3     | 2      | 6     |
| 3    | China Taipéi  | 0   | 1     | 1      | 2     |
| 4    | China         | 0   | 0     | 4      | 4     |
| 5    | Filipinas     | 0   | 0     | 3      | 3     |
| 6    | Indonesia     | 0   | 0     | 1      | 1     |
| 6    | Singapur      | 0   | 0     | 1      | 1     |
|      | TOTAL         | 6   | 6     | 12     | 24    |